# نگرش مسیحیان به فراماسونری
در حالی که بسیاری از فرقه‌های مسیحی هیچ موضعی در مورد پیوستن اعضای خود به گروه فراماسونری ندارند، عدهٔ دیگر از این فرقه‌ها از بابت پیوستن اعضای خودشان به فراماسونری جلوگیری می‌کنند.

## کلیسای کاتولیک
کلیسای کاتولیک رومی یکی از سرسخت‌ترین منتقدان فراماسونری بوده است. کلیسا اعضای خود را از فراماسون بودن از دورهٔ پاپ کلمنت دوم در سال ۱۷۳۸ ممنوع کرد. از آن دوره به بعد، واتیکان در طی فرمان رسمی پاپ، عضویت کاتولیک‌ها در فراماسونری را تحت تهدید تکفیر ممنوع کرد. در سال ۱۹۸۳، قانون کانن به این شرح تغییر پیدا کرد: «کسی که به گروهی ملحق شود که علیه کلیسا توطئه می‌کند با مجازات عادلانه ای روبرو می‌گردد، ضمناً آنانی که این گروه‌ها را رهبری می‌کنند هم مجازات می‌شوند». جوزف راتزینگر، که بعدها به عنوان «پاپ بندیکت شانزدهم» شناخته شد در یادداشتی خاطر نشان کرد که آنهایی که در گروه‌های فراماسونی عضو می‌شوند «در حالت گناه کبیره هستند و ممکن است عشاء ربانی دریافت نکنند». مجازات تکفیر در قانون شرع فعلی اعلام نگردید ولی عضویت همچنان ممنوع بود.

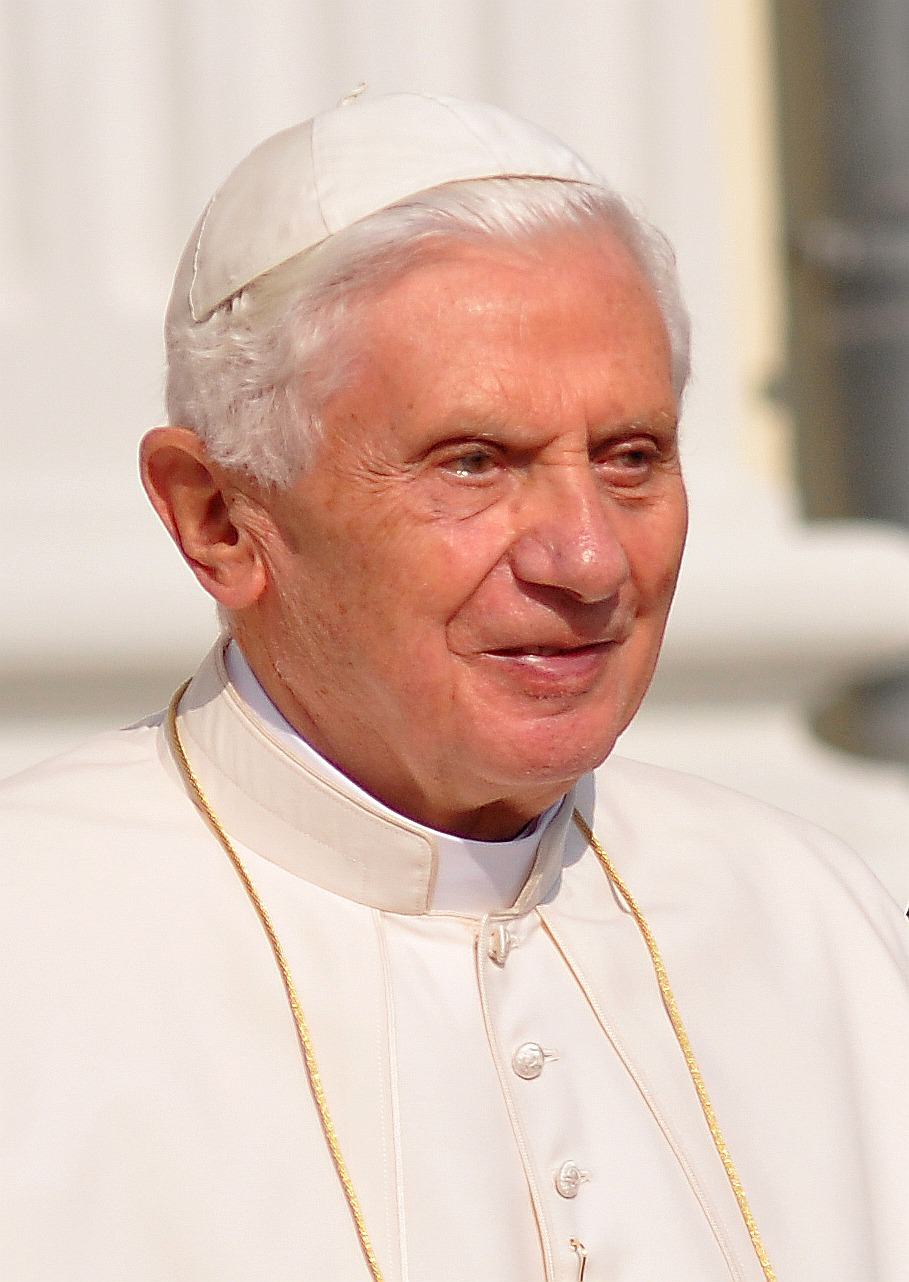
پاپ بندیکت شانزدهم

استفاده ماسونها از تصاویر کتاب مقدس در دایرةالمعارف کاتولیک در سال ۱۹۱۳ به صورتی انجام شده که وحی مسیحیت را مورد انکار قرار داد.
در اواخر قرن نوزدهم و اوایل قرن بیستم، درگیری بین کاتولیک و فراماسونری به منازعات بر سر تحصیلات سکولار، تبعیض در استخدام و در برخی کشورهای اروپایی اخراج حکام دینی آغاز گردید.

### ممنوعیت فراماسونری توسط کاتولیک‌ها از زمان شورای واتیکان دوم
در سال ۱۹۷۴ کاردینال فرانجو سپر (Franjo Seper)، بخشدار جماعت برای "Doctrine of Faith" نامه ای ارسال کرد که به نظر می‌رسید ممنوعیت مطلق قبلی فراماسونری را کاهش داد باشد که باعث سردرگمی شد و بسیاری از کاتولیک‌ها را به فراماسون شدن تشویق کرد. در سال ۱۹۸۱، جماعت این موضع را در نامه ای به کنفرانس اسقف‌های کاتولیک ایالات متحده، با عنوان شفاف سازی در مورد وضعیت فراماسون شدن کاتولیک‌ها، توضیح داد و بیان کرد که نامهٔ خصوصی سپر که اکنون علنی شده است، تفسیرهای نامطلوبی از دکترین کاتولیک ایجاد کرده است. این نامه همچنین تأیید می‌کند که ممنوعیت پیوستن کاتولیک‌ها به فرامین ماسونی همچنان پابرجاست. در اواخر سال ۱۹۸۳ واتیکان مجدداً این ممنوعیت را تأیید کرد. در سال ۲۰۰۰، نامه ای که توسط پدر توماس آنسلو معاون قضایی مکتوب شد، گویای نگرش سهل گیرانه تری نسبت به فراماسونری بود، گرچه این نامه دو سال بعد پس گرفته شد و آنسلو ادعا کرد که این تحلیلی غلط است.

### ادعایدئیسم
یکی از انتقادات مداوم کاتولیک‌ها به فراماسونری این است که از دیدگاه دئیستی یا طبیعت گرایانه به خلقت حمایت می‌کند.
جهان هستی از نظر برخی منتقدان مسیحی نشاندهندهٔ دئیسم است، این اعتقاد که خدا جهان را آفریده اما پس از آن در جهان دخالت نکرده است. این یک احساس رایجی بود که در عصر روشنگری به وجود آمد، اگرچه کاتولیک‌ها آن را بدعت می‌دانند. به عنوان یک استدلال متقابل، فراماسونری ادعا می‌کند که «معمار برتر» یک اصطلاح قابل قبول برای همه صرف نظر از فرقه است؛ این صرفاً نشان دهندهٔ تمایل برادری برای گرد هم آوردن اعضای همهٔ ادیان مبتنی بر خداست.
اتهام خاصی که در دایرةالمعارف کاتولیک ۱۹۱۳ علیه فراماسونری گفته شد این است که معرفی فراماسونری گمانه زنی در اوایل قرن هجدهم به طور خاص با هدف «مسیحی شدن» لژهای قدیمی ماسونی انجام گرفت. با این حال، این اتهام از نسخ بعدی حذف شد.
در حالی که اساسنامهٔ لژهای قبلی ماسونری عملیاتی بیان می‌کرد که «اولین اتهام این است که به خدا و کلیسای مقدس صادق باشید و از خطا و بدعت استفاده نکنید» در سال ۱۷۲۳ اساسنامهٔ لژ بزرگ انگلستان اصلاح شد تا بیان کند که دیگر از ماسون‌ها انتظار نمی‌رود که از دین کشوری که در آن زندگی می‌کنند اطاعت کنند و اکنون فقط قادر به پیروی از قانون اخلاقی بدون توجه فرقه‌ها هستند.
این تغییر توسط کلیسای کاتولیک به عنوان حرکت به سمت دیدگاه دئیستی تفسیر می‌شود.

## پروتستانیسم
اگرچه بسیاری از فرقه‌های پروتستان اعضای خود را از پیوستن به لژهای ماسونی منع نمی‌کنند یا هیچ سند موضعی در محکومیت فراماسونری صادر نکرده‌اند، کلیساهای دیگر رسماً با ماسونی مخالفت کرده‌اند و از مشکلاتی که با مسیحیان متعلق به لژهای ماسونی می‌بینند صحبت کرده‌اند. کلیسای United Brethren اولین فرقهٔ آمریکایی که از اروپا منتقل نشده است، یکی از این فرقه هاست که رسماً اعضای خود را از پیوستن به لژ ماسونی جلوگیری می‌کند.

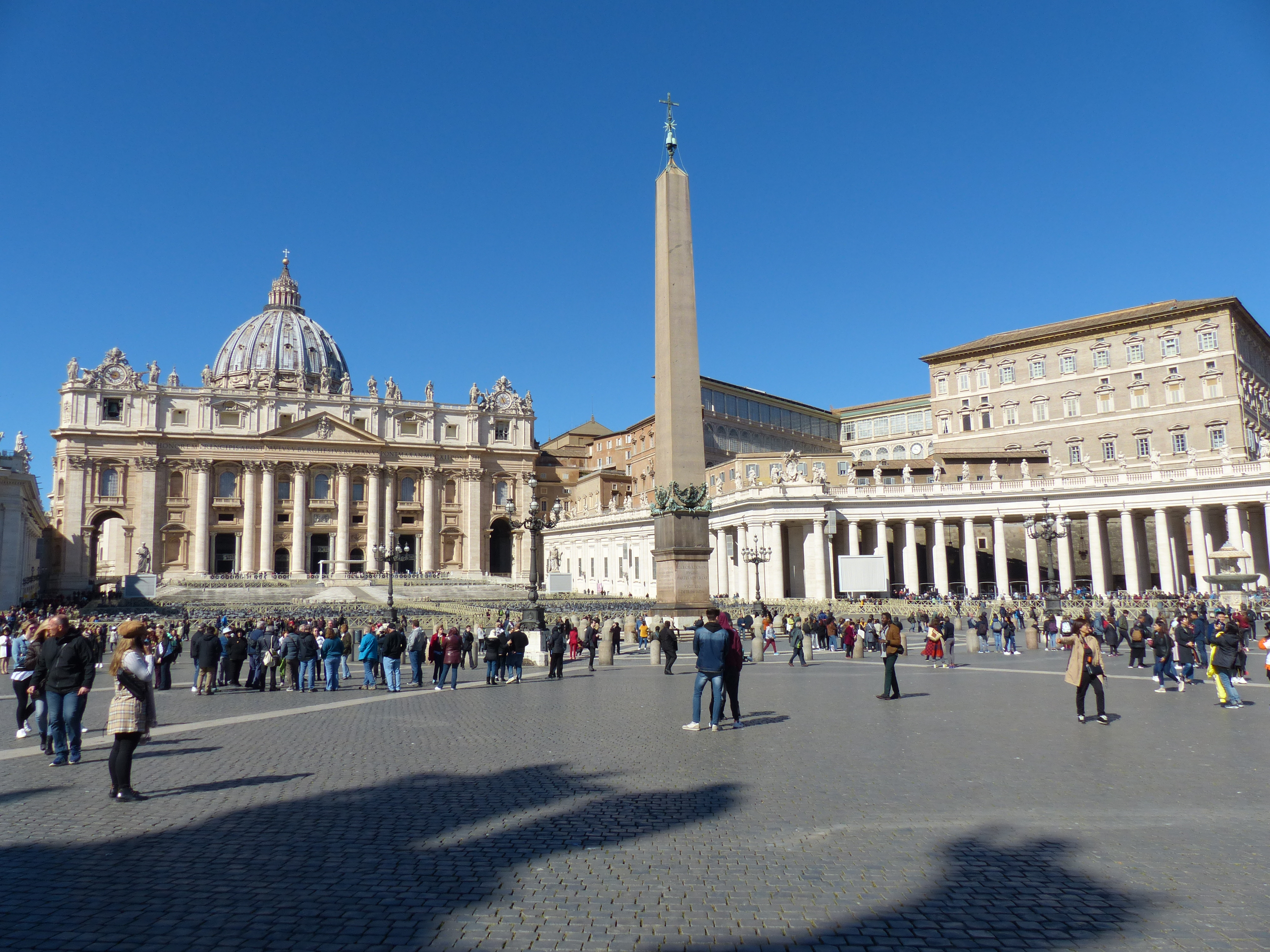
واتیکان؛ مقر کلیسای کاتولیک

## ارتدکس شرقی
برخی از کلیساهای ارتدکس شرقی فراماسونری را محکوم کرده‌اند. در سال ۱۹۳۳ کلیسای یونان، فراماسونری را محکوم کرد، همهٔ روحانیون را از عضویت در آن منع کرده و از اعضای کلیسا درخواست کرد همهٔ ارتباطات خودشان را با آن گروه قطع کنند. در سال ۱۹۳۷ یک محکومیت توسط کلیسای رومانی و به دنبال آن در دههٔ ۱۹۵۰ توسط کلیسای ارتدکس در آمریکا و کلیسای ارتدکس روسیه در خارج از روسیه محکوم شد. بر اساس وب سایت کلیسای ارتدکس در آمریکا «برای یک مسیحی ارتدکس ممنوع است که عضو فراماسونری باشد زیرا بسیاری از آموزه‌های آن در تضاد مستقیم با آموزه‌های مسیحیت ارتدکس است».

## کلیسای عیسی مسیح قدیسان آخرالزمان
کلیسای عیسی مسیح قدیسان آخرالزمان سیاست دیرینه ای برای حفظ موضع رسمی در مورد فراماسونری دارد. با این حال، برخی افراد پیوندهایی بین این دو جنبش در عمل، ساختار و نمادگرایی می‌بینند که به ریشه‌های کلیسا بر می‌گردد.
برخی معتقدند که جوزف اسمیت، اولین بنیان‌گذار و اولین رئیس کلیسا بوده که در سال ۱۸۱۶ فراماسون شد. جوزف اسمیت نیز در سال ۱۸۴۲ زمانی که دفتر مرکزی کلیسا در نوو، ایلینوی قرار داشت، فراماسون شد. او و صدها تن از پیروانش همگی فراماسون شدند. کمی پس از فراماسون شدن، اسمیت مراسم وقف معبد کلیسا را معرفی کرد که حاوی نمادها و زبانی بود که به موازات برخی از مراسم فراماسونری بود.

## دین تازه
فراماسونری بدون ابهام می‌گوید که دین نیست و جایگزینی برای دین نیست. هیچ خدای ماسونی وجود ندارد و همچنین در هیچ شاخه ای از فراماسونری نام ویژه ای برای یک خدا وجود ندارد. مطابق با مضمون هندسی و معماری فراماسونری، در آیین آن از خدا به عنوان معمار بزرگ جهان، بزرگ هندسه یا چیزی مشابه این موارد ذکر کرده‌اند. با این وجود، فراماسونری به عنوان جایگزینی برای باور مسیحی مورد انتقاد قرار گرفت. به عنوان نمونه، دایرةالمعارف کاتولیک جدید این عقیده را بیان می‌کند که فراماسونری با نمایش همهٔ عناصر یک دین، از جمله محراب، نماز، عبادت، وعدهٔ پاداش یا مجازات در زندگی پس از مرگ از جمله چیزهایی هستند که به رقیب کاتولیک مبدل شد.